# Miquel Silvestre
José Antonio Miquel Silvestre, més conegut com a Miquel Silvestre (Dénia, Marina Alta, 23 de desembre de 1968) és un escriptor i productor audiovisual valencià. Ha publicat novel·les, contes, obres de teatre, reportatges, llibres i documentals sobre els seus viatges per a diversos mitjans de comunicació com El País, ABC o Radiotelevisión Española.

## Biografia
Llicenciat en dret, després d'acabar la seva carrera universitària va opositar a registrador de la propietat, plaça que va guanyar el 2003 sent el número u de la seva promoció. L'any 2008 va demanar una excedència indefinida i sense sou per a viatjar amb la seva moto i fer un volt al món que va anomenar Ruta Exploradores Olvidados.
Miquel Silvestre va començar una exploració pels cinc continents per estudiar la història de personatges històrics, com el capità Francisco de Cuéllar, Núñez Cabeza de Vaca, Juan Bautista de Anza, el coronel Carlos Palanca, o els religiosos Fra Juníper Serra, el jesuïta Pedro Páez, o diplomàtics com Ruy González de Clavijo, Adolfo Rivadeneyra; i així escriure els llibres que comprenen ‘Un millón de piedras World Tour’, amb una durada entre 15 i 18 mesos, a lloms d'una moto BMW R1200 GS a la qual va batejar amb el nom d’"Atrevida" per ser el nom d'una de les dues goletes de l'Expedició Malaspina.
Durant aquestes aventures va realitzar centenars de reportatges de temàtica històrica i política per a alguns mitjans de comunicació espanyols, especialment per als periòdics ABC, El País, La Nueva España, Solo Moto, Yorokobu, o la revista de l'aerolínia espanyola Vueling, treballant per Radiotelevisión Española en la sèrie televisiva Diario de un nómada.

## Llibres de viatges
- Un millón de piedras 2009, un recorregut per Àfrica. Editorial Barataria y luego Silver Rider Prodaktions
- La emoción del nómada 2012, un viatge per Àsia central i Orient Mitjà, Ediciones Comanegra y luego Silver Rider Prodaktions
- Europa Nómada2013 (inclou Europa Low cost, Comanegra, 2011, i La fuga del náufrago, Barataria, 2013)
- Nómada en Samarkanda 2014, un viatge per la ruta de la seda, Silver Rider Prodaktions
- Diario de un Nómada(Plaza & Janés 2015), Sud-amèrica en moto, actualment publicat per Silver Rider Prodaktions como Nómada en Sudamérica
- Operación Ararat(Plaza & Janés, 2017) El Caucas fins Armènia
- Manual de aventura overland 2018, Silver Rider Prodaktions
- La vuelta al mundo en moto, Ruta Exploradores Olvidados 2021, Silver Rider Prodktions

## Altres obres
Ha publicat tres novel·les.
- La dama ciega. Tracta sobre una història en què Aurora Torres, una advocada cínica, una dona de tornada de gairebé tot, riu dels que encara creuen en la justícia, dels ingenus que busquen mons millors, dels salvadors de les pàtries, dels benpensants de tota mena. Per ella no existeix més raó que la seva. La raó del qual atén els seus vicis i necessitats per sobre de qualsevol altra consideració.

- Mariposas en el cuarto oscuro. Narra la història d'un home que ja no vol ser Registrador de la Propietat, i que el que en realitat li convé a les seves nul·les aspiracions de futur és limitar-se a estimar platònicament a una nina pneumàtica, i això mentre despatxa simulada ferralla genital en un sòrdid sex shop per una extravagant caterva de parroquians.

- Spanya SA. És una novel·la futurista, en la qual la ciència-ficció es barreja amb la realitat, l'amor amb els diners, i els extraterrestres amb els pobladors d'una península oblidada. L'any 2337 els Estats ja no existeixen, la política està totalment sotmesa a les regles del lliure mercat i les nacions són multinacionals dirigides per executius despietats.

Ha participat en diverses antologies col·lectives, com Historias de Vida, (Editorial Silva, 2001), Primera Santología de Personajes Elevados (Ediciones La Discreta, 2003)
o Hank Over, libro homenaje a Bukowski (Ediciones Caballo de Troya, 2008) un homenatge col·lectiu a l'escriptor nord-americà Charles Bukowski. Ha col·laborat amb un relat titulat “On the soviet road” en la recopilació Beatitud: visions de la beat generation, publicat per Ediciones Baladí, en la qual 33 escriptors homenatgen les icones de la generació beat, Jack Kerouac, Allen Ginsberg, Neal Cassady i William Burroughs entre d'altres.
Ha publicat també el llibre de contes Dínamo estrellada una escriptura animada d'un sòlid humor negre, una prosa precisa i uns desenllaços musculosos, retrata amb fidelitat el seu total i exacte coneixement d'aquest contrasentit, però sense que això suposi un salconduit per a l'apatia o la paràlisi. Sí, tal vegada, per a un nihilisme misantrop i irònic. En la present selecció de relats es fa encara més nítid aquest pensament artístic, imbuït d'un cinisme redemptor que no obstant això acull una sensibilitat sincera, poètica però al·lèrgica a l'afectació i recentment la ressenya autobiogràfica Un millón de piedras, el llibre de viatges per Àfrica, on narra un recorregut en solitari per 15.000 quilòmetres i catorze països africans sobre una BWW R80 G/S de l'any 92, Nairobi, Lusaka, La Costa dels Esquelets, Maputo, Dakar, Ciutat del Cap...
malalties, accidents, selva, desert, policies corruptes, animals salvatges, i tres mil estrelles. També ens descobreix la manera més senzilla per a anar de vacances, gaudir de la fi setmana per Europa a baix costos, i utilitzant el low cost a Europa low cost sin dejar de trabajar. Ens descriu fidelment com un home sol i sense armes passa les pitjors penúries en ser perseguit i torturat en les terres d'Irlanda, però recollint l'escomesa en el seu diari de viatge, un explorador redescobert, i explicat a La fuga del Náufrago.
La emoción del nómada recull un viatge per Àsia central i Orient Mitjà on relata la seva conversió al Cristianisme.
L'exemple dels profunds desencants del nòmada es veu reflectit a la seva obra escrita:
"per a un retir laboral des del qual reflexionar i per fi contribuir en alguna cosa a aquesta societat, retir necessari per extenuació mental i d'esperit des del qual denunciar l'empobriment de l'ànima contra el sistema de tràmits oficials d'organització hiperburocratitzat a canvi de Mr. Euro .Una gran majoria d'analfabets indocumentats patints d'una classe de buròcrates hipertrofiada en concessió semipública, semiprivada i la meva admiració per l'accessible digitalitzat sistema per l'excel·lència francès de registradors de la propietat, registres mercantils, civils, etc. i democràtica sense intermediaris que no ens saquegin i de la força i oficialitat de les quals de classe, reconec, vaig formar part i vaig experimentar veient, notant el patiment dels que com a servidor públic vaig tenir la desgràcia de maltractar mitjançant l'ocultació, desinformació i joc de la paperassa per a mi benefici pecuniari des del públic propi. Exercir el comandament jeràrquic social sotmetent altres éssers humans a la menyscabant vexació moral de la humiliant desigualtat, mitjançant una agradable bicoca que només em porta plaers mundans pot ser mentalment fatal. Letal per a la part beneficiada. Fa més tenebrosa les ànimes. D'uns i altres: en aquesta societat depauperada en tots els sentits

## Premis i guardons
- Premis Gredos[10]
- Certificado BIOSPHERE[11]

- Premis Zapping[12] edición XXV[13]

- Finalista XXIII Premis Iris 2021 a millor realitzador per Diario de un Nómada